# Бюлдюркьой
Бюлдюркьой или Балдъркьой (на гръцки: Πάλλη) е село в Западна Тракия, Гърция, дем Орестиада с 133 жители (2001).

## История
В XIX век Балдъркьой е българско село в Чирменската кааза на Одринския вилает на Османската империя. Според „Етнография на вилаетите Адрианопол, Монастир и Салоника“, издадена в Константинопол в 1878 година и отразяваща статистиката на населението от 1873 година, Балдър-кьой (Baldir-keui) има 23 домакинства, 32 мюсюлмани и 93 българи.